# Taitomo Island
Taitomo Island ist eine Insel an der Westküste der Region Auckland vor der Nordinsel von Neuseeland.

## Geographie
Die rechtwinklig geformte, rund 340 m lange Insel Taitomo Island befindet sich am südlichen Ende des Piha Beach und rund 600 m südwestlich des Ortes Piha. Henderson, als einem Stadtteil der früheren Stadt Waitakere City, liegt rund 16,5 km ostnordöstlich entfernt. Die etwas über 60 m hohe und sehr steile Insel besitzt eine Flächenausdehnung von rund 3,1 Hektar und misst in ihrer Südwest-Nordost-Ausdehnung  rund 315 m. Ihre breiteste Stelle kommt auf rund 120 m in Ost-West-Richtung. Im mittleren nördlichen Teil der Insel befindet sich ein schmaler hoher Spalt, der unter dem Einfluss der Gezeiten steht.
Nun Rock, ein kleiner, rund 0,3 Hektar großer Felsen, ist an der Westseite von Taitomo Island zu finden. Beide trennen einen Spalt von ungefähr 10 m voneinander. Mit Lion Rock befindet sich eine weitere Felseninsel in der Bucht, rund 510 m nordnordöstlich entfernt. Sie umfasst eine Fläche von rund 3,2 Hektar und erhebt sich über 80 m von dem Küstenstreifen der Bucht ab.

## Geologie
Die beiden Felsen, Taitomo Island und Nun Rock bestehen aus einem Konglomerat an Gesteinen vulkanischen Ursprungs, die dem Zeitalter des Miozän zugeordnet werden können. In der Mitte des Felsens verläuft ein Streifen Andesit-Gesteins, das von den Wellen der Gezeiten aus dem Felsen zum Teil herausgelöst wurde und so das sogenannte Key Hole, wie schon oben erwähnt, entstehen konnte.

## Archäologie
Während Archäologen rund um die Felseninsel Taitomo Island Nachweise von drei Dörfer (Pā) der Māori fanden, wurden von zwei Wissenschaftlern 1978 oben auf den Felsen der Insel ebenfalls Nachweise einer Dorfbefestigung erbracht.

## Privatbesitz
Taitomo Island befindet sich im Besitz der Te Kawerau a Maki, einem Iwi der ortsansässigen Māori. Frühe europäische Siedler nannten die Insel allerdings Rabbit Island oder Camel Rock.